# Ottone in villa
Ottone in villa (título original en italiano; en español, Otón en la villa, RV 729) es un dramma per musica en tres actos con música de Antonio Vivaldi y libreto en italiano de Domenico Lalli (el pseudónimo de Sebastiano Biancardi). Se estrenó en el Teatro delle Grazie de Vicenza el 17 de mayo de 1713. El drama pastoral de Lalli se ambienta en la Antigua Roma y fue una adaptación resumida del libreto satírico de Francesco Maria Piccioli para la ópera de Carlo Pallavicino Messalina (1679). Sin embargo, Lalli cambió varios de los personajes en el libreto de Piccioli. Mesalina se convirtió en un personaje inventado, Cleonilla. El emperador romano Claudio se convirtió en otro emperador, Otón (Ottone), que ya había aparcido como protagonista en L'incoronazione di Poppea de Monteverdi (1642) y en Agrippina de Händel (1709).
Es la primera ópera reconocida en nuestros días como compuesta por Antonio Vivaldi. Clasificada como ópera italiana, fue escrita en 1713. Fue encargada por el gobernador de Vicenza, Antonio Francesco Farsetti. 
Esta ópera rara vez se representa en la actualidad; en las estadísticas de Operabase aparece con solo 2 representaciones en el período 2005-2010.

## Instrumentación
Ottone in Villa tiene una orquestación reducida en comparación con los estándares de la época. Requiere cinco cantantes, nada de coros y una pequeña orquesta de cuerdas con dos flautas dulces, dos oboes, fagot y clave.

## Argumento

### Acto I
La acción transcurre en una villa perteneciente al emperador romano Ottone. La favorita del emperador, Cleonilla, le está engañando con el joven y atractivo Caio Silio pero al comienzo de la acción está considerando comenzar una aventura amorosa con Ostilio, un escudero. Este último es en realidad Tullia, una noble mujer que Calio sedujo y abandonó anteriormente. Vestida con ropas de hombre entra en la residencia del emperador para destapar la traición, pero en ese momento Cleonilla declara solemnemente su amor al supuesto Ostilio. Caio se pone muy celoso, lo cual hace que Tullia no denuncia a la infiel sino que busque nuevas formas de vengarse de su antiguo prometido.

### Acto II
Decio, consejero de Ottone, intenta abrir los ojos al Emperador sin acusar directamente a Caio. Mientras, este último solo se preocupa por Ostilio, quien no pierde oportunidad para atormentarlo un poco más. Arreglándoselas para encontrar a Cleonilla al fin sola, Caio le entrega una carta llena de reproches y se marcha. Mientras Cleonilla aún está leyendo la carta, Ottone aparece por sorpresa y se la quita. Cleonilla consigue convencer al Emperador de que la carta está en realidad dirigida a Tullia, insistiendo en que es Tullia quien ha perdido la confianza de su enamorado y que esta le ha pedido que le conteste por ella. Cleonilla escribe una segunda carta dirigida a Caio en la cual promete que mantendrá el compromiso de matrimonio con él. Decio renueva sus peticiones al monarca para que reconozca la verdad y vuelva a los asuntos de estado, pero Ottone hace oídos sordos y entrega personalmente las dos cartas, la original y la respuesta fingida por Cleonilla a Caio. Ottone le reprocha a Caio el no haber confiado en él personalmente, mientras Caio suspira al comprobar que el emperador no se ha enterado de la realidad. Tullia protesta por su mala suerte y continua planeando venganza.

### Acto III
Mientras sigue enredado por su pasión por Cleonilla, Ottone rechaza los consejos de Decio. Por su parte, Cleonilla insiste en cortejar al supuesto escudero, despertando la cólera de Caio quien, bajo pretexto de defender su honor, intenta apuñalar a Ostilio. En la confusión que sigue al intento de asesinato, las acusaciones de traición vuelan en todas direcciones ante la mirada del estupefacto Emperador. Sin embargo, ante la revelación de que Ostilio es en verdad una mujer, Cleonilla arguye que lo sabía desde un primer momento y consigue limpiar su nombre con una sarta de mentiras. Ottone se disculpa por ser tan celoso, admite de nuevo a Cleonilla y une en matrimonio a Tullia y Caio, quienes están encantados de salvar el pellejo por un precio tan bajo. Al final todos los personajes se unen en un alegre coro, incluso Decio el consejero, quien no oculta sus dudas por el futuro del Imperio.